# Sisters with transistors
Sisters with transistors è un film documentario statunitense del 2020, diretto da Lisa Rovner al suo esordio alla regia.

## Trama
Il documentario è costituito da interviste rare e filmati d’archivio e ripercorre le esperienze di dieci pioniere della musica elettronica, figure innovative ma in gran parte poco conosciute. Le compositrici presentate trovarono, grazie all’utilizzo di strumenti elettronici, uno spazio di libertà e sperimentazione creativa che la musica tradizionale, dominata da logiche maschiliste, spesso non concedeva loro. L’opera mostra gli ambienti di lavoro delle artiste, caratterizzati da grovigli di cavi, frammenti di nastro magnetico, computer di prima generazione e sintetizzatori di grandi dimensioni. La narrazione è affidata a Laurie Anderson. Le protagoniste sono: Maryanne Amacher, Bebe e Louis Barron, Suzanne Ciani, Delia Derbyshire, Pauline Oliveros, Daphne Oram, Éliane Radigue, Clara Rockmore, Wendy Carlos e Laurie Spiegel.

## Distribuzione
Presentato in anteprima al South by Southwest Film Festival 2020, è stato successivamente proiettato all’AFI Fest. I diritti di distribuzione sono stati acquisiti da Metrograph Pictures.

## Accoglienza
Sisters with transistors è stato accolto positivamente dalla critica.  Charlie Brigden di Rogerebert.com gli ha dato quattro stelle e ha notato che il documentario "spesso sembra meno un film e più un manifesto". La narrazione, la colonna sonora futuristica e l'aspetto d'avanguardia del film sono stati tutti molto elogiati. Glenn Kenny del New York Times ha descritto il film come "informativo" e "affascinante". Anche i critici di NME e Slate hanno dato al documentario quattro stelle e recensioni positive.